# Nostra Ediciones
Nostra Ediciones es una editorial mexicana independiente fundada en 2000 por Mauricio Volpi. Publicó su primer libro en 2003 y en la actualidad cuenta con un fondo editorial de ciento cincuenta títulos. Nostra se ha especializado en dos líneas editoriales principales: de un lado, literatura infantil y juvenil, que incluye poesía, narrativa, álbumes ilustrados y novela gráfica; de otro, ensayos de divulgación cultural y libros de texto jurídicos para adultos. Desde 2009 organiza el Concurso Internacional de Álbum Ilustrado y Narrativa Infantil y Juvenil “Invenciones”.
Algunos de sus autores más destacados son Miguel León-Portilla, Carlos Montemayor, Christopher Domínguez Michael, Antonio Ventura, Guadalupe Nettel, Luis Antonio Rincón García, Ricardo Cayuela Gally, Jesús Silva-Herzog Flores, Juan Ramón de la Fuente, José Woldenberg y José Manuel Villalpando.
También han colaborado con Nostra Ediciones los artistas plásticos Miguel Castro Leñero, Boris Viskin, Alejandro Magallanes, Manuel Monroy, Jotavé, Julián Cicero, Gerardo Suzán, Santiago Solís, Zoveck, Diego Molina, Eduardo Molina y Frabricio Vanden Broeck.

## Concurso Invenciones
Desde 2009 Nostra Ediciones convoca el Concurso Invenciones en dos categorías, narrativa infantil y juvenil y álbum ilustrado. Cada edición del concurso ha sido patrocinada por Fundación Telmex y ha contado con la colaboración de A Leer/Ibby México y la Feria Internacional del Libro de Guadalajara. En 2009 el premio para la categoría de álbum ilustrado quedó desierto, mientras que en la categoría de narrativa el ganador fue La venganza de Edison del escritor e ilustrador español Javier Sáez Castán; recibió en esta categoría mención honorífica Checo de la escritora mexicana Idalia Sautto. En 2010 el ganador de álbum ilustrado fue La pluma roja de la escritora e ilustradora española Teresa Novoa y el de narrativa fue Mi abuelo fue agente secreto del escritor mexicano José Montelongo. En el 2014 la edición del concurso sólo convocó a la categoría narrativa, el ganador fue Perseo TS de Luis Antonio Rincón García.
1. ↑  http://www.frankfurter-buchmesse.eu/en/magali/?p=1431
2. ↑  http://sic.conaculta.gob.mx/ficha.php?table=editorial&table_id=87
3. ↑  http://www.nostraediciones.com
4. ↑  http://www.eluniversal.com.mx/cultura/58678.html
5. ↑  http://www.jornada.unam.mx/2010/04/19/index.php?section=cultura&article=a11n2cul
6. ↑  «Copia archivada». Archivado desde el original el 29 de noviembre de 2010. Consultado el 5 de julio de 2011.